# Люттер (коммуна)
Люттер (фр. Lutter) — коммуна на северо-востоке Франции в регионе Гранд-Эст (бывший Эльзас — Шампань — Арденны — Лотарингия), департамент Верхний Рейн, округ Альткирш, кантон Альткирш. До марта 2015 года коммуна административно входила в состав упразднённого кантона Феррет (округ Альткирш).
Площадь коммуны — 8,46 км², население — 297 человек (2006) с тенденцией к стабилизации: 291 человек (2012), плотность населения — 34,4 чел/км².

## Население
Численность населения коммуны в 2011 году составляла 298 человек, а в 2012 году — 291 человек.
| 1962 | 1968 | 1975 | 1982 | 1990 | 1999 | 2004 | 2006 | 2009 | 2011 | 2012 |
| ---- | ---- | ---- | ---- | ---- | ---- | ---- | ---- | ---- | ---- | ---- |
| 214  | 248  | 283  | 268  | 283  | 297  | 302  | 297  | 299  | 298  | 291  |

Динамика населения:

## Экономика
В 2010 году из 185 человек трудоспособного возраста (от 15 до 64 лет) 154 были экономически активными, 31 — неактивными (показатель активности 83,2 %, в 1999 году — 73,7 %). Из 154 активных трудоспособных жителей работали 144 человека (78 мужчин и 66 женщин), 10 числились безработными (5 мужчин и 5 женщин). Среди 31 трудоспособных неактивных граждан 10 были учениками либо студентами, 6 — пенсионерами, а ещё 15 — были неактивны в силу других причин.
На протяжении 2011 года в коммуне числилось 124 облагаемых налогом домохозяйства, в которых проживало 286,5 человек. При этом медиана доходов составила 30064 евро на одного налогоплательщика.

## Достопримечательности (фотогалерея)

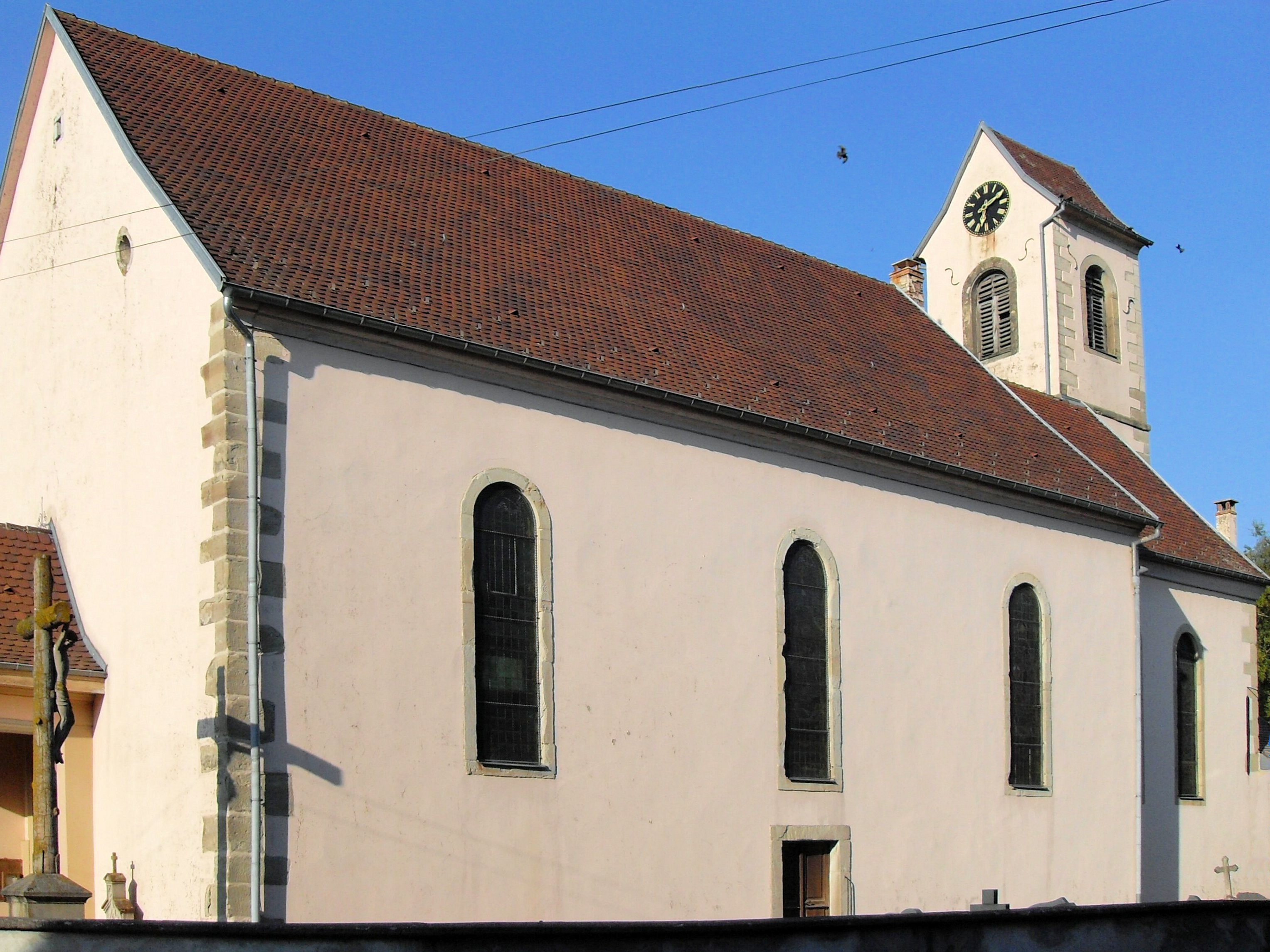
Церковь